# Schwert von Goujian

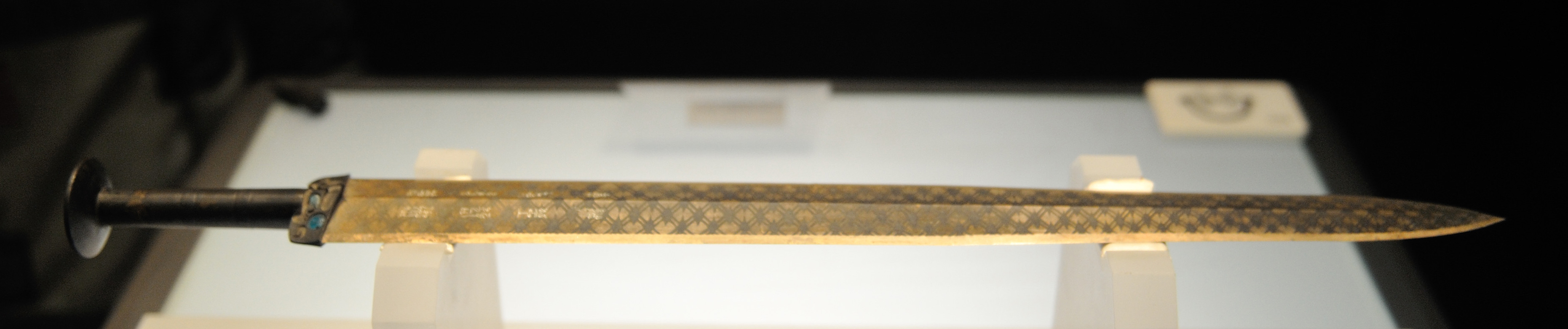

Das Schwert von Goujian ist ein Bronzeschwert aus der Zeit der Frühlings- und Herbstannalen im alten China (722 bis 481 v. Chr.). Es wird dem König Goujian zugeschrieben, der das Königreich Yue von 496 bis 465 v. Chr. regierte.

## Fundgeschichte
Im Vorlauf zur Errichtung eines Aquädukts für die Industriestadt Jingzhou in der Provinz Hubei wurden archäologische Untersuchungen entlang der Trasse durchgeführt. Die Grabungen begannen Mitte Oktober 1965 und endeten im Januar 1966, wobei mehr als 50 Gräber aus der Zeit des Königreichs Chu gefunden wurden, aus denen über 2000 Artefakte geborgen wurden.
Das Schwert entstammt dem Grabplatz 1 von Wangshan, etwa sieben Kilometer von den Ruinen der Stadt Ying entfernt, die damals die Hauptstadt des Königreichs Chu war. Dort wurde im Dezember 1965 ein Sarg geborgen, in dem sich neben einem menschlichen Skelett auch das Schwert fand. Es steckte in einer hölzernen Scheide mit schwarzen Lackarbeiten. Als man das Schwert zog, zeigte es sich ganz unbeschädigt, obwohl es gut zweitausend Jahre im nassen Boden gelegen hatte.

### Zuordnung

Ausschnitt „König von Yue“ und „persönlicher Gebrauch“

Auf einer Seite des Schwertes finden sich zwei Spalten mit gut lesbaren Schriftzeichen in einer Variante der alten chinesischen Siegelschrift. Man entzifferte diese als „König von Yue“ (越王) und „geschmiedet für [seinen] persönlichen Gebrauch“ (自作用劍). Die verbleibenden letzten beiden Schriftzeichen deutete man als den Namen des Königs. 
Wer der König tatsächlich war, erschloss sich nicht direkt. In der chinesischen Fachwelt entspann sich eine mehrmonatige Diskussion, wer von den zehn Königen von Chu der erste Besitzer sein konnte. Schließlich einigte man sich auf deren berühmtesten Vertreter Goujian (勾踐), dessen Herrschaft in den Beginn der Zeit der streitenden Reiche fällt (475 bis 221 v. Chr.)

## Beschreibung
Das Schwert war schon bei Auffindung in einem außergewöhnlich guten Zustand. Auch der Besatz mit einem Muster dunkler Rhomben auf beiden Seiten der Klinge war vollständig erhalten. Es ist 55,6 cm lang, einschließlich eines 8,5 cm langen Heftes. An der Basis ist die Klinge 4,6 cm breit. Das Schwert wiegt 875 Gramm. Das Griffstück beherbergt elf konzentrische Ringe, die mit Seide umwickelt sind. Darüber  hinaus findet sich ein Besatz mit blauen und türkisen Kristallen.
Das Schwert besteht aus mehreren Lagen, deren Legierung aus Kupfer und Zinn sich unterscheidet. Der hohe Zinnanteil in der Mitte macht es biegsamer und schwerer brechbar, während die Klinge aus Kupfer sehr scharf wird. Einlagerungen von Blei, Eisen und Schwefel führen zu verschiedenen Färbungen und der hohen Korrosionsbeständigkeit. Die Fudan-Universität und die Chinesische Akademie der Wissenschaften untersuchten die genaue Zusammensetzung wie folgt.
| Untersuchter Teil  | Kupfer | Zinn | Blei | Eisen | Schwefel | Arsen  |
| ------------------ | ------ | ---- | ---- | ----- | -------- | ------ |
| Klinge             | 80,3   | 18,8 | 0,4  | 0,4   | –        | Spuren |
| Gelbe Muster       | 83,1   | 15,2 | 0,8  | 0,8   | –        | Spuren |
| Schwarze Muster    | 73,9   | 22,8 | 1,4  | 1,8   | Spuren   | Spuren |
| Dunkelste Bereiche | 68,2   | 29,1 | 0,9  | 1,2   | 0,5      | Spuren |
| Kanten             | 57,3   | 29,6 | 8,7  | 3,4   | 0,9      | Spuren |
| Mittelkerbe        | 41,5   | 42,6 | 6,1  | 3,7   | 5,9      | Spuren |

## Beschädigung
Bei einer Ausleihe nach Singapur 1994 schlug ein Arbeiter versehentlich die Klinge gegen einen Schaukasten und verursachte dabei einen sieben Millimeter langen Kratzer. Danach wurde das Schwert nie wieder verliehen, und 2013  in die Liste der Kulturgegenstände mit Ausstellungsverbot außerhalb der Volksrepublik China eingeordnet. Darin finden sich einige Dutzend Kulturgegenstände, die vom Amt für Kulturerbe als zu bedeutend eingeschätzt werden.

## Umfeld
Es gibt in weiteren Gräbern noch ganz ähnliche Schwerter, jedoch ohne Gravur. In der Zeit der streitenden Reiche begann die Verhüttung von Eisen für Waffen, sodass die Bedeutung der alten Bronzeschwerter schwand. Von ihrer kriegerischen Funktion befreit, wurden die besten Exemplare als wertvolle Schmuckstücke aufbewahrt. So ist in der Diskussion der Gelehrten davon die Rede, dass das Schwert von Goujian wahrscheinlich als Aussteuer an einen Minister geriet, mit dem es begraben wurde.
Die hohe Kunst der Bronzeschwerter ist auch in Legenden um den Meister Ou Yezi belegt. Für Gan Jiang schmiedete er fünf benannte Schwerter Zhanlu (湛卢), Juque (巨阙), Shengxie (胜邪), Yuchang (鱼肠) und Chunjun (纯钧). In anderen Quellen war es Gan  Jian selbst. Für König Goujian verkünden die Legenden von drei Meisterwerken, Longyuan (龙渊), Tai’e (泰阿) und Gongbu (工布). Die Legenden um berühmte Schwerter ähneln dabei den benannten Schwertern in europäischen Sagen, wobei das Schwert von Goujian in China in etwa so berühmt ist wie Excalibur in Europa.